# Red Funnel
A Red Funnel é uma companhia britânica de transporte fluvial de passageiros e veículos sediada em Southampton, Reino Unido. Tem sido uma das principais empresas de balsas a servir o sul do Reino Unido desde a metade do século XIX. Suas origens remotam a 1820, quando a Isle of Wight Royal Mail Steam Packet Company  foi fundada para atender a cidade portuária de Cowes na Ilha de Wight para operar o primeiro serviço de navio a vapor de lá para Southampton. Em 1826, outra empresa chamada Isle of Wight Steam Packet Company foi fundada em Southampton, e no ano seguinte, as duas empresas começaram a coordenar suas operações. Em 1860, a Southampton, Isle of Wight & Portsmouth Improved Steamboat Company foi criada para competir com as duas operadoras de balsa estabelecidas, e a ameaça representada fez com que as duas empresas mais antigas se fundissem. Elas posteriormente adquiriram os ativos da Improved Steamboat Company em 1865. 
Formada em 1861, e chamada The Southampton, Isle of Wight e South of England Royal Mail Steam Packet Company Limited, o nome da empresa fundida permanece o mais longo para uma empresa registrada no Reino Unido. O nome abreviado Red Funnel foi adotado após 1935, quando todas as balsas da empresa tinham um funil vermelho com o topo preto. O nome mais longo continua sendo o nome formal da empresa.
Durante o fim do século XIX e a primeira metade do século XX, a empresa operou no porto de Southampton, rebocadores que auxiliavam grandes transatlânticos em manobras de atracação e desatracação nos píeres.
A empresa foi vendida várias vezes desde a década de 2000, e em 2017, a West Midlands Pension Fund e o Workplace Safety & Insurance Board se tornou o atual proprietário da empresa. 

## Incidentes
Em 1997, Red Falcon, uma balsa da empresa, colidiu em Southampton Water com uma draga de sucção durante uma intensa neblina. Os comandantes de ambas as embarcações foram responsabilizados.
Em 2006, a mesma balsa, colidiu com uma passarela de embarque e desembarque de passageiros em um terminal na cidade de Southampton. Oito passageiros e um membro da tripulação ficaram feridos e parte da embarcação ficou destruída. No mesmo ano, Red Eagle, outra balsa da empresa, colidiu com o navio cargueiro perto de Southampton. Não teve vítimas no respectivo incidente.
Em 2016, um homem em uma moto aquática (jet ski) colidiu com um catamarã da Red Funnel. Ninguém ficou ferido e nenhum dano foi causado.
Em 2018 a balsa Red Eagle se envolveu novamente em uma colisão em meio a uma névoa espessa. No mesmo ano, a balsa Red Falcon também atingiu vários iates em East Cowes em uma névoa espessa, afundando um deles, a balsa encalhou no incidente com quarenta passageiros a bordo.